# Межрайонная программа выбора государственной школы
Межрайонная программа выбора государственной школы (англ. Interdistrict Public School Choice Program) — программа, разработанная для расширения возможностей выбора образования для учащихся штата Нью-Джерси (США) путём предоставления им возможности посещать школу за пределами района проживания без затрат со стороны родителей и за счёт штата Нью-Джерси. Округа должны подать заявку на участие в программе и определить свободные места по классам, куда они будут принимать учащихся-нерезидентов. Каждый год Департамент образования штата Нью-Джерси выбирает округа из числа тех, которые подали заявки. В 2022—23 учебном году в программе участвуют 122 округа.
По мере роста числа участников программы росли и её расходы. Если в 2010—11 годах расходы составляли $9,8 млн, то к 2013—14 годам они выросли до $49 млн. Осенью 2013 года, столкнувшись с проблемой дефицита бюджета штата, администрация Кристи ограничила рост числа учащихся на 5 % в следующем году. Защитники межрайонной программы выбора школы выступили против, а Мила Джейси, депутат Ассамблеи штата, назвала ограничение «непродуманным и недальновидным», но ограничение было оставлено в силе.

## История
1 сентября 1999 года Совет по образованию штата принял правила, устанавливающие программу выбора межрайонной государственной школы. Тринадцать округов подали заявки на участие в программе выбора школы. 29 ноября 1999 года департамент объявил об утверждении комиссаром первых 10 округов по выбору:
| Округ      | Район                | Округ     | Район                   |
| ---------- | -------------------- | --------- | ----------------------- |
| Атлантик   | Фолсом               | Хантердон | Блумсбери               |
| Берген     | Энглвуд              | Монмут    | Аппер-Фрихолд-Реджионал |
| Берлингтон | тауншип Вашингтон    | Моррис    | Майн-Хилл               |
| Камберленд | Камберленд-Реджионал | Сейлем    | Сейлем-сити             |
| Хадсон     | Хобокен              | Юнион     | Кенилворт               |

Во время первого цикла подачи заявлений 10 округов открыли около 700 мест для учащихся, не проживающих в округе. Несмотря на то, что процесс подачи заявлений проходил во время зимних каникул, когда большинство школ закрыто, 10 округов получили заявления от 150 учащихся, заинтересованных в участии в программе выбора школы. Девяносто шесть учеников записались в первые десять округов и учились в этих округах в 2000—2001 учебном году.
В декабре 1999 года законодательное собрание штата Нью-Джерси приняло, а 18 января 2000 года губернатор подписал «Закон о программе выбора межрайонной государственной школы 1999 года». Новый закон устанавливал программу, аналогичную той, которая была установлена в нормативных актах. Совет по образованию внёс изменения в правила, чтобы создать двухцикловый процесс подачи заявлений от учащихся и сделать правила соответствующими новому закону и более удобными для пользователя. Изменённые правила были приняты на заседании Совета штата 1 ноября 2000 года.
В апреле 2000 года пять округов подали заявления на участие в программе выбора школы. 14 июля 2000 года Комиссар утвердил школьный округ Белвидер в округе Уоррен в качестве дополнительного округа для выбора. В 2001—2002 учебном году 11 округов открыли около 740 мест для учащихся, не проживающих в округе. В первом цикле подачи заявлений на 2001—2002 учебный год 134 ученика подали уведомления о намерении записаться в округа по выбору. Во втором цикле подачи заявлений 78 учащихся подали уведомления о намерении зачислиться. В 2001—2002 учебном году число новых учащихся по выбору составило 212 человек, что более чем в два раза превысило число учащихся по выбору, зачисленных в 2000—2001 учебном году. Общее число учащихся по выбору, зачисленных в 2001—2002 учебном году, составило 308 человек, что более чем в три раза превысило общее число учащихся по выбору, зачисленных в 2000-2001 учебном году.
В апреле 2001 года шесть округов подали заявки на то, чтобы стать округами по выбору. В июле 2001 года Комиссар утвердил школьный округ Бруклон в округе Камден и школьный округ Южный Гаррисон в округе Глостер в качестве дополнительных округов по выбору. В 2002—2003 учебном году 13 округов по выбору открыли в общей сложности 632 места для учащихся по выбору. В 2002—2003 учебном году 460 учащихся приняли участие в программе выбора школы.
В июле 2002 года Комиссар утвердил школьный округ Стаффорд в округе Ошен в качестве дополнительного округа по выбору. Ожидалось, что в 2003—2004 учебном году в программе выбора школы примут участие около 700 учащихся.
В июле 2003 года Уполномоченный утвердил Региональный школьный округ Пассейик Манчестер в качестве пятнадцатого округа по выбору.
В 2014—15 учебном году в программе участвовали 136 школьных округов.
В 2022—23 учебном году в программе участвуют 122 округа.

## Участвующие школьные округа
| Административный округ | Школьный округ                                                                  |
| ---------------------- | ------------------------------------------------------------------------------- |
| Атлантик               | Школьный округ боро Фолсом на базе Фолсомской начальной школы.                  |
| Берген                 | Энглвудский государственный школьный округ на базе средней школы Дуайта Морроу. |
| Берлингтон             | Школьный округ тауншипа Вашингтон на базе начальной школы Грин-Бэнк.            |
| Камден                 | Бруклонский школьный округ                                                      |
| Кейп-Мей               | Школьный округ тауншипа Лоуэр                                                   |
| Камберленд             | Камберлендская региональная средняя школа                                       |
| Глостер                | Школьный округ тауншипа Южный Гаррисон                                          |
| Хадсон                 | Государственные школы Хобокена                                                  |
| Хантердон              | Школьный округ Блумсбери                                                        |
| Монмут                 | Региональный школьный округ Аппер-Фрихолд на базе Аллентаунской средней школы   |
| Моррис                 | Школьный округ Майн-Хилл                                                        |
| Ошен                   | Школьный округ тауншипа Стаффорд                                                |
| Пассейик               | Манчестерская региональная средняя школа                                        |
| Сейлем                 | Школьный округ города Сейлем                                                    |
| Юнион                  | на базе средней школы Дэвида Брирли, как части Государственных школ Кенилворта  |